# Глен Голройд
Глен Голройд (англ. Glen Holroyd; нар. 25 вересня 1954) — колишній американський тенісист.
Найвищу одиночну позицію світового рейтингу — 185 місце досяг 4 січня, 1982, парну — 175 місце — 3 січня, 1983 року.
Найвищим досягненням на турнірах Великого шолома було 3 коло в парному розряді.

## Титули на челленджерах

### Парний розряд: (1)
| Ранг | Рік  | Турнір                         | Покриття | Партнер     | Суперники               | Рахунок       |
| ---- | ---- | ------------------------------ | -------- | ----------- | ----------------------- | ------------- |
| 1.   | 1981 | Гвадалахара (Мексика), Мексика | Ґрунт    | Ерік Шербек | Брюс Клідж Енді Колберг | 6–7, 6–4, 7–6 |